# Stadionul Olimpic din Helsinki
Stadionul Olimpic din Helsinki (în finlandeză Helsingin olympiastadion; suedeză Helsingfors Olympiastadion), situat în districtul Töölö la 2 km de la centrul capitalei Finlandei, Helsinki, este cel mai mare stadion din țară. Stadionul a găzduit o multitudine de evenimente sportive și este stadionul de casă al echipei naționale de fotbal a Finlandei.

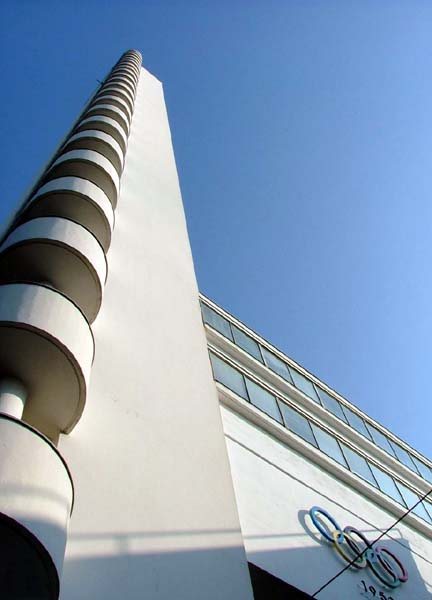
Turnul Stadionului Olimpic
Monedă aniversară la împlinirea a 50 de ani ai Stadionului Olimpic din Helsinki